# جوناثان يوهانسون
جوناثان يوهانسون (بالسويدية: Jonathan Johansson)‏ هو موسيقي ومغني ومغن مؤلف سويدي، ولد في 1980.

## وصلات خارجية
- جوناثان يوهانسون على موقع IMDb (الإنجليزية)
- جوناثان يوهانسون على موقع ميوزك برينز (الإنجليزية)
- جوناثان يوهانسون على موقع أول ميوزيك (الإنجليزية)
- جوناثان يوهانسون على موقع ديسكوغز (الإنجليزية)